# Pyrroglaux podarginus
El autillo de las Palau o autillo de Palau (Pyrroglaux podarginusi) es una especie de búho de la familia Strigidae. Es endémica de Palaos y es el único miembro del género monotípico Pyrroglaux.